# Vápenná
Vápenná (do roku 1949 Zighartice, německy Setzdorf) je obec v okrese Jeseník v Olomouckém kraji. Žije zde přibližně 1 200 obyvatel.

## Poloha
Obec Vápenná sousedí na severu s obcí Černá Voda a s městem Žulová, na západě s obcí Skorošice, na jihu s obcí Lipová-lázně a na východě s obcemi Česká Ves a Stará Červená Voda. Od okresního města Jeseník je vzdálena deset kilometrů a od krajského města Olomouc 78 kilometrů.
Geomorfologicky patří Vápenná k provincii Česká vysočina, subprovincii krkonošsko-jesenické , na rozhraní oblasti jesenické (geomorfologický celek Rychlebské hory, podcelky Hornolipovská hornatina a Sokolský hřbet) a oblasti Krkonošsko-jesenické podhůří (geomorfologický celek Žulovská pahorkatina). Nejvyšším vrcholem je Studený (1042 m n. m.), dalšími např. Kopřivník (929 m), Kopřivný (823 m), Na radosti (979 m), Jasanový vrch (800 m), Žulový vrch (719 m).
Území Vápenné patří do povodí Odry, resp. Kladské Nisy. Hlavním tokem je říčka Vidnávka, která protéká obcí zhruba severním směrem a přijímá mj. zleva v Lesní Čtvrti potok Obloučník a Ztracený potok (protékající osadou Polka) a zprava Vápenský potok. Na severozápadě katastru pramení pod Zelenou horou Černý potok a pod Studničním vrchem Mariánský potok.
Území obce pokrývá ze 16,5 % zemědělská půda (7 % orná půda, 8,5 % louky a pastviny) a z téměř 78 % les.

## Historie
Je možné, že se k dnešní Vápenné vztahuje jméno vesnice Schiccovici v zakládací listině kláštera ve slezském Jindřichově (Henryków). První písemná zmínka o obci zvané Seczikisdorf se však ale vyskytuje poměrně pozdě, až z roku 1358, kdy ves vykoupil vratislavský biskup (spolu s celým panstvím přináležejícím k hradu Frýdberku – dnešní Žulová) od loupeživých rytířů, bratří Hynka a Václava Haugviců a připojil ji ke svému panství se sídlem na Jánském Vrchu. Jméno vesnice pochází pravděpodobně od lokátora slovanského původu jménem Siecich, Siecik, Setěch nebo Secech. Pozdější české jméno Zighartice vzniklo až mnohem později, zřejmě mylným odvozením od jména Sieghart. Ves se nalézala v majetku vratislavských biskupů.
Již roku 1420 jsou však Zighartice jmenovány jako pusté a obnoveny byly až roku 1576. Ves poté poměrně rychle rostla i přes poničení ve třicetileté válce. Již roku 1629 se zde zmiňuje výroba vápna ve dvou vápenných pecích; vedle toho bylo významnou aktivitou v obci dřevařství. Výrazem rozvoje obce ve 2. polovině 18. století bylo vedle založení řady osad v jejím okolí (Polky, Nýznerova a dalších) také stavba kostela sv. Filipa (na počest patrona chrámu, biskupa Filipa Schaffgotsche) v letech 1780–1781 i s farní budovou (tehdy budovou lokálie; na faru byla změněna až roku 1845), zřízení školy od roku 1781 (stálá školní budova zde byla až od roku 1872) a povýšení zdejšího fojtství na rytířský statek roku 1775. Statek fojtství zůstal – ve srovnání se situací v okolních vesnicích – poměrně skromný, přesto k němu patřila zejména osada Nýznerov.
Obyvatelstvo se v té době vedle zemědělství živilo též dřevařstvím a přadláctvím, ale největší význam
pro rozvoj obce v 19. století měla výroba vápna ze zdejšího vápence. V roce 1836 zde bylo napočteno sedmnáct vápenných pecí, již modernějších než původní polní pece, ale skutečný průmyslový rozvoj začal až se stavbou moderních kruhových vápenek. První z nich nechal roku 1868 postavil Anton Cajetan Latzel ze známé rodiny podnikatelů se lněnou přízí ze sousedních Skorošic, které patřilo od roku 1839 zdejší fojtství. Rodině Latzelů patřila nejvýznamnější vápenka v obci do roku 1945; byly zde však i další závody A. Rösnera a S. Neugebauera, založené bezprostředně po latzelovské vápence. Kromě toho se na území obce nalézaly lomy na žulu a mramor.
Vápenná byla do konce patrimoniální správy roku 1850 součástí panství Frýdberk (Žulová) patřícího vratislavskému biskupovi, od té doby je samostatnou obcí.
Vápenná se díky průmyslu stala jednak jednou z největších vesnic v okolí (téměř 3000 obyvatel), jednak také střediskem dělnického, zvláště komunistického hnutí, které se vyostřilo zejména začátkem 30. let 20. století, kdy těžbu a zpracování nerostů na Jesenicku silně ochromila hospodářská krize. Řada zdejších dělníků se aktivně účastnila tzv. Frývaldovské stávky a na zdejším hřbitově je pohřbeno sedm obětí četnické střelby z 25. listopadu 1931. Po prohrané stávce se obyvatelstvo obrátilo vesměs k Sudetoněmecké straně.
Po druhé světové válce a odsunu německých obyvatel se zde dlouho udržela tradiční průmyslová odvětví; poslední žulový lom, lom Jana Vycpálka, byl uzavřen roku 1969 a vápenka zastavila provoz o deset let později. Zdejší zemědělství bylo nejprve koncentrováno do jednotného zemědělského družstva a poté přičleněno ke Státnímu statku Žulová, lesnictví k Lesnímu závodu Javorník.
Těžbu a zpracování mramoru provozuje dosud firma Omya CZ s.r.o. Vápenná, která má vlastní mramorový lom na Smrčníku již na katastru Lipové-lázní. Vápenná se rovněž stala rekreační oblastí, ve které jsou zvláštními lákadly bývalé lomy (Vycpálkův, Arcibiskupský).
Vápenná je členem Mikroregionu Žulovsko, svazku obcí vzniklého v roce 2003. Obec je také od roku 1993 členem Sdružení měst a obcí Jesenicka (SMOJ), které tvoří obce okresu Jeseník. Z Euroregionu Praděd vystoupila roku 2005.

### Osady
Vedle osady Polka, která má postavení části obce, má Vápenná tyto další části:
Zelená Hora (německy Grünberg) dva kilometry východně od Vápenné, založená v 70. letech 18. století. Roku 1930 zde bylo 14 domů a 108 obyvatel.
Část Starého Podhradí (do 1948 Nový Kaltštejn, německy Neu-Kaltenstein) 3,5 kilometru východně od Vápenné. Větší část osady patří k obci Černá Voda, s níž má i celá osada jediné dopravní spojení. V současnosti se jedná o sloučení obou dílů. Roku 1930 bylo ve vápenské části Starého Podhradí 8 domů a 34 obyvatel.
Paseky (dříve Muhrova Paseka, německy Moorhau nebo Muhrhau) a Bažiny (dříve Vrbiska, německy Weiden Sümpfe, Weidensümpfe), dvě skupiny chalup tři kilometry jihovýchodně od Vápenné, v nivě Vápenského potoka od Předním a Zadním Jílovcem, založené v 70. letech 18. století. Roku 1930 bylo v Pasekách 6 domů a 43 obyvatel, v Bažinách 8 domů a 54 obyvatel.
Lesní Čtvrť (německy Bogengrund), tři kilometry jižně od Vápenné na cestě do Lipové-lázní, na soutoku Vidnávky a potoka Obloučník. Roku 1930 zde bylo 5 domů a 41 obyvatel.
Do roku 1949 patřila k Vápenné také větší část osady Nýznerova (zvaná též Nýznerov 1. díl), založená na pozemcích bývalého vápenského fojtství. Ta se však nalézala na nejzápadnější hranici obce a byla přístupná jen od Žulové a od Skorošic. Ke Skorošicím byla nakonec uvedeného roku připojena.

## Obyvatelstvo

### Vývoj počtu obyvatel
Počet obyvatel Vápenné podle sčítání nebo jiných úředních záznamů:
Celá obec Vápenná
| Rok            | 1836  | 1869  | 1880  | 1890  | 1900  | 1910  | 1921  | 1930  | 1939  | 1947  | 1950  | 1961  | 1970  | 1980  | 1991  | 2001  | 2011  | 2021  |
| -------------- | ----- | ----- | ----- | ----- | ----- | ----- | ----- | ----- | ----- | ----- | ----- | ----- | ----- | ----- | ----- | ----- | ----- | ----- |
| Počet obyvatel | 2 091 | 2 058 | 2 216 | 2 284 | 2 516 | 2 599 | 2 475 | 2 936 | 3 326 | 1 309 | 1 135 | 1 311 | 1 278 | 1 338 | 1 358 | 1 272 | 1 219 | 1 135 |
| Počet domů     | —     | 287   | 321   | 301   | 340   | 358   | 366   | 421   | —     | —     | 415   | 269   | 273   | 269   | 312   | 323   | 346   | 352   |

1. ↑  z toho: 37 Čechoslováků, 2868 Němců; 2892 řím. kat., 14 evang., 1 izrael., 20 bez vyzn.
2. ↑  z toho: 1 054 Čechů, Moravanů a Slezanů, 119 Slováků, 47 Němců, 1 Polák; 418 řím. kat., 3 evang., 2 pravosl., 724 bez vyzn.

V obci Vápenná je evidováno 367 adres : 365 čísel popisných (trvalé objekty) a 2 čísla evidenční (dočasné či rekreační objekty). Při sčítání lidu roku 2001 zde bylo napočteno 323 domů, z toho 270 trvale obydlených.
Část obce Vápenná
| Rok            | 1836  | 1869  | 1880  | 1890  | 1900  | 1910  | 1921  | 1930  | 1950  | 1961  | 1970  | 1980  | 1991  | 2001  | 2011  | 2021  |
| -------------- | ----- | ----- | ----- | ----- | ----- | ----- | ----- | ----- | ----- | ----- | ----- | ----- | ----- | ----- | ----- | ----- |
| Počet obyvatel | 1 810 | 1 832 | 1 981 | 2 078 | 2 290 | 2 397 | 2 273 | 2 727 | 1 090 | 1 210 | 1 183 | 1 305 | 1 336 | 1 223 | 1 203 | 1 114 |
| Počet domů     | —     | 251   | 286   | 266   | 305   | 321   | 329   | 384   | 389   | 269   | 255   | 259   | 300   | 307   | 333   | 339   |

1. ↑  z toho: 37 Čechoslováků, 2059 Němců; 2684 řím. kat., 13 evang., 1 izrael., 20 bez vyzn.

V samotné Vápenné (bez Polky) je evidováno 354 adres : 353 čísla popisná (trvalé objekty) a 1 číslo evidenční (dočasné či rekreační objekty). Při sčítání lidu roku 2001 zde bylo napočteno 307 domů, z toho 259 trvale obydlených.

## Obecní správa

### Správní vývoj
Správní příslušnost Vápenné od roku 1848
- 1848 vévodství slezské, kraj opavský, Nisské knížectví, (část) panství Frýdberk, (část) lenní rytířské fojtství Zighartice
- od 1. ledna 1850 do roku 1855 vévodství slezské, politický okres Frývaldov, soudní okres Vidnava
- od roku 1855 do roku 1868 vévodství slezské, smíšený okres Vidnava
- od roku 1868 do 30. listopadu 1928 vévodství slezské / země slezská, politický okres Frývaldov, soudní okres Vidnava
- od 1. prosince 1928 do 31. ledna 1949 země moravskoslezská, politický okres Frývaldov, soudní okres Vidnava
  - kromě: od 1. října 1938 do května 1945 „sudetoněmecká území“, od 15. dubna 1939 jako říšská župa Sudety / Reichsgau Sudetenland; (od 1. května 1939) vládní obvod Opava / Regierungsbezirk Troppau; (od 20. listopadu 1938) Landkreis Freiwaldau, Amtsgericht Weidenau
  - od 31. května 1945 Slezská expozitura země Moravskoslezské
- od 1. ledna 1949 do 30. června 1960 Olomoucký kraj, okres Jeseník
- od 1. července 1960 do 31. prosince 1995 Severomoravský kraj, okres Šumperk
- od 1. ledna 1996 do 31. prosince 1999 Severomoravský kraj, okres Jeseník
- od 1. ledna 2000 Olomoucký kraj, okres Jeseník

### Církevní správa
Z hlediska římskokatolické církevní správy spadá Vápenná do farnosti Vápenná, která patří do děkanátu Jeseník diecéze ostravsko-opavské. Farnost je administrována excurrendo z Vidnavy.
Evangeličtí věřící patří k farnímu sboru Javorník u Jeseníku. Věřící Československé církve husitské patří k náboženské obci v Jeseníku, kde se nachází rovněž farnost pro pravoslavné věřící.

### Části obce
- Vápenná (k. ú. Vápenná)
- Polka (k. ú. Vápenná)

### Obecní symboly
Znak a vlajka byly obci uděleny rozhodnutím předsedy Poslanecké sněmovny Parlamentu České republiky dne 5. října 2004.

## Doprava
Vápennou vede regionální železniční trať č. 295 (železniční trať Lipová Lázně - Javorník ve Slezsku). Na území obce je stanice této trati s názvem „Vápenná“.
Obcí prochází silnice I. třídy číslo 60 z Jeseníku a Lipové-lázní směrem na Žulovou, Javorník a dále na státní hranici, odkud pokračuje jako silnice 382 do polského Pačkova. Z ní odbočují komunikace místního významu (např. do osad Polka a Zelená Hora).

## Pamětihodnosti

### Kulturní památky
- Římskokatolický farní kostel svatého Filipa, klasicistní z let 1780–1781, s barokním mobiliářem a obrazovou výzdobou Aloise Baucha z Vidnavy a se starým hřbitovem obehnaným kamennou zdí (kulturní památka)[17]
- Hrob obětí frývaldovské stávky z roku 1931 (kulturní památka)[18]
- Boží muka u silnice na Žulovou z počátku 19. století, ve stylu lidového baroka[19]
- Sloup se sochou Ukřižovaného (kulturní památka)
- Dům čp. 98 – lidová architektura z přelomu 18. a 18. století (kulturní památka)[20]
- Památník obětem 1. světové války z roku 1925, obnoven roku 2003
- Kamenná šachtová vápenka u nádraží

### Přírodní památky
- Jeskyně Na Pomezí v sedle u silnice ve směru na Lipovou-lázně
- Řada opuštěných dolů (Vycpálek, Arcibiskupský, Stříbrná pavučina…)
- Na území Vápenné zasahuje evropsky významná lokalita Rychlebské hory – Sokolský hřbet

## Školství
V obci se nachází mateřská škola a základní škola nižšího i vyššího stupně (1.-9. ročník).

## Slavní rodáci
- Emil Beier (1893–1985), sudetoněmecký politik, nacistický starosta Ostravy v letech 1940–1945.
- Josef Fritsch (1840-1901), sochař, studoval na Akademii umění ve Vídni, pracoval po boku Myslbeka, Hynaise či Hlávky a jeho nejlepší sochařská díla najdeme ve Vídni.